# گلاره قدربیووا
گلاره ابراهیم خلیل گیزی قدربیووا (نام خانوادگی افندیوا؛ ۱۹۰۳–۱۹۴۲) فعال حقوق زنان و سیاستمدار کمونیست اهل جمهوری آذربایجان بود. او به تعلیم و تربیت و همچنین روزنامه‌نگاری مشغول بود و چندین مقاله در نشریات مختلف نوشت. او سردبیر اولین مجلهٔ زنان آذربایجان به نام «شرق گادینی» (۱۹۲۳–۱۹۳۷) شد. گلاره همچنین رئیس باشگاه علی بایراموف، سازمان جنبش زنان آذربایجان، در سالهای ۱۹۳۰–۱۹۳۷ بود.
او به عضویت یک سازمان انقلابی در جریان سرکوب‌های استالینیستی متهم شد، و به همین دلیل زندانی شد و بعداً به سیبری تبعید گردید. اطلاعات دقیقی از زندگی وی در تبعید و مرگ او در دست نیست.

## زندگی‌نامه

### سال‌های آغازین
گلاره در سال ۱۹۰۳ در روستای باش گوینوک ناحیهٔ نوخا (منطقهٔ شکی کنونی) به دنیا آمد. از منابع چنین برمی‌آید که خانوادهٔ وی یکی از خانواده‌های ثروتمند و محترم آن ناحیه بوده‌اند و ذکر شده‌است که پدرش در گذشته مالک زمین بوده‌است و به همین دلیل بعداً توسط اشراف محلی گوینوک کشته شد. در سال ۱۹۲۰، قدربیووا در دوره‌های آموزشی که در شکی افتتاح شد، ثبت نام کرد و تحصیلات خود را به پایان رساند و حق تدریس را به دست آورد. او در این هنگام تدریس را آغاز کرد و در روستا به دختران آموزش می‌داد و به این ترتیب، درگیر مسائل عمومی شد.

### حرفه
قدربیووا در سن ۲۰ سالگی به سمت رئیس بخش زنان این ناحیه منصوب گردید، و از این دوره به بعد یکی از پیشگامان نهضت آزادی زنان در آذربایجان شد. او در سال ۱۹۲۳ به حزب کمونیست آذربایجان پیوست و در کمیتهٔ حزب ناحیهٔ شکی مشغول به کار شد.
او بارها در مطبوعات ظاهر می‌شد تا ایدهٔ آزادی زنان را در جامعه ترویج کند. او در سال‌های کار در ولسوالی‌ها در نشریاتی مانند «ینی فکر» (اندیشهٔ نو)، «کندی قزتی» (روزنامهٔ روستا) و سایر نشریات همکاری داشت. در سال ۱۹۲۳، زمانی که مجلهٔ «شرق گادینی» منتشر شد، قدربیووای ۲۰ساله یکی از اولین خبرنگاران زن آن شد و با مقالات خود به شهرت رسید. او در ماه مه ۱۹۳۱ به عنوان سردبیر مجلهٔ «شرق گادینی» منصوب شد. او مقالات خود را با نام مستعار «کویلو گیزی» (دختر روستایی) می‌نوشت. او از سال ۱۹۳۲ تا ۱۹۳۷ به عنوان مدیر باشگاه زنان علی بایراموف خدمت کرد.
او بعداً ادارهٔ زنان را در شمکر (در آن زمان شمخور نامیده می‌شد) و قبه رهبری کرد. در سال ۱۹۲۷ به عنوان مدیر بخش زنان کمیتهٔ اجرایی مرکزی آذربایجان منصوب شد. وی همچنین مدتی سمت ریاست ادارهٔ امور فرهنگی و آموزشی توده‌ای در کمیساریای مردمی آموزش و پرورش آذربایجان را بر عهده داشت. در ۷ ژانویهٔ ۱۹۳۶، مقاله‌ای در مورد قدربیووا در پراودا، روزنامه برجستهٔ اتحاد جماهیر شوروی منتشر شد.

### دستگیری و تبعید
در دورهٔ سرکوب استالینیستی، فعالیت‌های قدربیووا به عنوان تبلیغات ناسیونالیستی و ضد شوروی تعبیر می‌شد. یکی از دلایل اولیهٔ این امر، انتشار کتاب «تاریخ یک قصر» با ویرایش قدربیووا به مناسبت پانزدهمین سالگرد تأسیس باشگاه علی بایراموف در سال ۱۹۳۶ بود. این کتاب به عنوان اثری که با دیدگاهی ناسیونالیستی نوشته شده بود به شدت مورد انتقاد قرار گرفت و به سرعت توجه مقامات بالاتر را به خود جلب کرد. علاوه بر این، دوستی او با ملی‌گرایان آذربایجانی مانند حسین جاوید، احمد جواد و سید حسین باعث شد که او به «عضو فعال یک سازمان خرابکارانه» متهم شود.
در سال ۱۹۳۷، حمید سلطان‌اف و میرزا ممد قاسم‌اف به عنوان اعضای یک سازمان خرابکار شهادت دادند و در شهادت خود ذکر کردند که گلاره قدربیووا نیز یکی از اعضای این سازمان بوده‌است. میرزا ممد قاسم‌اف در شهادت خود اظهار داشت که قدربیووا خود مدعی عضویت در سازمان برانداز بوده و توسط ابراهیم تقی‌اف در آن استخدام شده‌است. در همین حال، حمید سلطان‌اف در شهادت خود اشاره کرد که قدربیووا یکی از اعضای سازمان بوده و توسط میرزا ممد قاسم‌اف در آن استخدام شده‌است. یکی دیگر از دلایل متهم‌شدن قدربیووا، درخواست‌هایی است که بیلقیس هاشم‌زاده به میرجعفر باقرف در ۲۵ فوریه و ۱۷ ژوئیهٔ ۱۹۳۷ نوشته‌است. او در این اسناد اشاره کرد که قدربیووا با احمد جواد و حسین جاوید نویسندگان ملی‌گرا که در آن زمان در بازداشت بودند و همچنین با تامارا سالیکوا، سنوبر ایوبوا، خاور کارایوا و خدیجه حسینوا ارتباط داشت.
در ۲۳ ژوئیهٔ ۱۹۳۸، دستوری به شمارهٔ L-956 برای دستگیری گلاره قدربیووا صادر شد. او در ۲۶ ژوئیه هنگام شرکت در مراسم تشییع جنازهٔ مادرش در روستای باسقل، در شهرستان اسماعیللی دستگیر شد. در ۲۷ ژوئیه، حکم بازداشت او صادر شد، در حالی که او قبلاً دستگیر شده بود.
در نوامبر ۱۹۳۸، بیلقیس هاشم‌زاده به عنوان شاهد در مورد پروندهٔ مربوط به قدربیووا مورد بازجویی قرار گرفت. او در شهادت خود اطلاعات دقیقی در مورد فرد محکوم ارائه کرد. او اشاره کرد که کریم گازیف، برادر گلاره، به دلیل فعالیت‌های انقلابی خود به عنوان یکی از اعضای فعال حزب مساوات زندانی و تبعید شده‌است. علاوه بر این، او تأکید کرد که کتاب «تاریخ یک قصر» که به سردبیری قدربیووا منتشر شد، با روحیهٔ ایدئولوژی مساوات نوشته شده‌است.
در سال ۱۹۳۸، قدربیووا چهار بار - در ۱۵ اوت، ۳۱ اکتبر، ۱۵ نوامبر و ۲۱ نوامبر - بازجویی شد و در همهٔ این بازجویی‌ها تمام اتهامات علیه خود را رد کرد. در ۲۰ ژانویهٔ ۱۹۳۹، پروتکلی در مورد پایان یافتن تحقیقات در مورد پروندهٔ مربوط به گلاره قدربیووا تهیه شد. او طبق مواد ۷۲ و ۷۳ قانون جزایی جمهوری سوسیالیستی آذربایجان متهم شد. اتهامات علیه او توسط شورای مشورتی ویژه زیر نظر کمیسر امور داخلی اتحاد جماهیر شوروی در فوریهٔ همان سال تأیید شد. در ۹ ژوئن، تصمیمی اتخاذ شد که گلاره قدربیووا برای یک دورهٔ پنج ساله به یک بازداشتگاه فرستاده شود.

### اواخر زندگی و مرگ
در مورد اواخر زندگی قدربیووا اطلاعاتی در دست نیست. بر اساس برخی منابع، او در سال ۱۹۴۲ طی یک عمل جراحی ناموفق در حالی که در تبعید بود درگذشت. به گفتهٔ تهران شمس‌الدینسکایا، که مدعی است همراه با قدربیووا در یک کمپ بوده‌است، گمان می‌رود که قدربیووا از آپاندیسیت رنج می‌برد و او دو عمل جراحی را پشت سر گذاشت. به گفتهٔ او، قدربیووا در ۲۹ دسامبر ۱۹۴۲ در بیمارستان ایستگاه راه‌آهن تومسکایا پس از سومین عمل جراحی در غیاب پزشکان حرفه‌ای، پرستاران و تجهیزات پزشکی مناسب درگذشت.
در اکتبر ۱۹۵۰، در گزارشی که به معاون وزیر نوشته‌شد، بیان گردید که زندانی قدربیووا در ماه مه ۱۹۴۲ ناپدید شده و بر اساس تصمیم دادستانی، در تاریخ ۲۸ اکتبر ۱۹۴۸ باید دوباره زندانی شود. در این گزارش همچنین قید شده که قدربیووا پس از پایان دورهٔ زندانش ناپدید شده‌است و باید جستجو و دوباره زندانی شود.
در ۱۳ سپتامبر ۱۹۵۷، نمایندهٔ اتحاد جماهیر شوروی آذربایجان، اسماعیلوف، در مورد پروندهٔ قدربیووا درخواست تجدید نظر داد و خواستار ابطال تصمیم شورای ویژه در سال ۱۹۳۹ به دلیل فقدان شواهد جنایی شد. متعاقباً، در ۱۰ اکتبر، کالج جنایی دادگاه عالی شوروی آذربایجان با این درخواست موافقت کرد و منجر به تبرئهٔ وی شد.

### زندگی شخصی
گلاره قدربیووا با احمد گلاره قدربیوف ازدواج کرد اما بعداً از هم جدا شدند، اگرچه نام خانوادگی او را حفظ کرد. شوهر دوم او، آصف رحمانوف، مدت طولانی در سرویس‌های امنیتی کار کرد و در دوران سرکوب زندانی شد و در نهایت در ۳ ژانویهٔ ۱۹۳۸ تیرباران شد. برادر قدربیووا، کریم گازیف، به عنوان یکی از اعضای فعال حزب مساوات، تبعید شد.

## میراث
مدرسه‌ای در روستای باش گوینوک و خیابانی در منطقهٔ نریمانوف در باکو به نام گلاره قدربیووا نامگذاری شده‌اند.